# Primera División de Islas Feroe 2013
La Effodeildin 2013 fue la 71va. temporada de la Primera División de las Islas Feroe. La temporada comenzó el 9 de  marzo de 2013 y terminó el 26 de octubre de 2013. El club campeón fue el HB Tórshavn que consiguió su 22° título de liga.

## Ascensos y descensos
| Pos. | Ascendidos de 1. Deild 2012 |
| ---- | --------------------------- |
| 1    | 07 Vestur                   |
| 2    | AB                          |

| Pos. | Descendidos de Primera división 2012 |
| ---- | ------------------------------------ |
| 9    | B68 Toftir                           |
| 10   | Suðuroy                              |

## Sistema de competición
Los 10 equipos participantes jugaron entre sí todos contra todos tres veces totalizando 27 partidos por cada equipo. Al final de la temporada el primer clasificado obtuvo un cupo para la Liga de Campeones 2014-15, mientras que el segundo y el tercer clasificado obtuvieron un cupo para la Liga Europa 2014-15. Por otro lado los dos últimos clasificados descendieron a la 1. Deild 2014.
Un tercer cupo para la Liga Europa 2014-15 fue asignado al campeón de la Copa de Islas Feroe

## Clubes
| Club            | Ciudad       | Estadio              | Capacidad |
| --------------- | ------------ | -------------------- | --------- |
| 07 Vestur       | Sandavágur   | Sandavágur Stadium   | 2.000     |
| AB Argir        | Argir        | Argir Stadium        | 2.000     |
| B36 Tórshavn    | Tórshavn     | Gundadalur           | 5.000     |
| EB/Streymur     | Streymnes    | við Margáir          | 1.000     |
| HB Tórshavn     | Tórshavn     | Gundadalur           | 5.000     |
| ÍF Fuglafjørður | Fuglafjørður | Fuglafjørdur Stadium | 3.000     |
| KÍ Klaksvík     | Klaksvík     | Djúpumýra Stadium    | 3.000     |
| NSÍ Runavík     | Runavík      | Runavík Stadium      | 2.000     |
| TB Tvøroyri     | Tvøroyri     | Við Stórá Stadium    | 4.000     |
| Víkingur Gøta   | Norðragøta   | Serpugerði Stadium   | 3.000     |

## Tabla de posiciones
| Pos. | Equipo        | Pts. | PJ | G  | E  | P  | GF | GC | Dif. | Clasificación 2014–15                 |
| ---- | ------------- | ---- | -- | -- | -- | -- | -- | -- | ---- | ------------------------------------- |
| 1    | HB (C)        | 54   | 27 | 16 | 6  | 5  | 68 | 34 | +34  | Primera ronda de la Liga de Campeones |
| 2    | ÍF            | 49   | 27 | 14 | 7  | 6  | 55 | 48 | +7   | Primera ronda de la Liga Europa       |
| 3    | B36 Tórshavn  | 46   | 27 | 12 | 10 | 5  | 48 | 35 | +13  | Primera ronda de la Liga Europa       |
| 4    | NSÍ           | 45   | 27 | 13 | 6  | 8  | 54 | 47 | +7   |                                       |
| 5    | EB/Streymur   | 41   | 27 | 12 | 5  | 10 | 55 | 36 | +19  |                                       |
| 6    | Víkingur Gøta | 41   | 27 | 12 | 5  | 10 | 41 | 42 | −1   | Primera ronda de la Liga Europa       |
| 7    | AB            | 31   | 27 | 9  | 4  | 14 | 36 | 48 | −12  |                                       |
| 8    | KÍ            | 28   | 27 | 6  | 10 | 11 | 54 | 55 | −1   |                                       |
| 9    | TB            | 23   | 27 | 5  | 8  | 14 | 27 | 48 | −21  | Descenso a 1. deild 2014              |
| 10   | 07 Vestur     | 14   | 27 | 3  | 5  | 19 | 25 | 70 | −45  | Descenso a 1. deild 2014              |

Actualizado a los partidos jugados el 26 de octubre de 2013.
 Fuente: Soccerway
Notas:
1. ↑  El Víkingur Gøta obtuvo un cupo para la Primera ronda de la Liga Europa 2014-15 tras ganar la Copa de Islas Feroe 2013.

## Tabla de resultados cruzados
| Local \ Visitante | 07V | AB  | B36 | EBS | HB  | ÍF  | KÍ  | NSÍ | TB  | VÍK |
| ----------------- | --- | --- | --- | --- | --- | --- | --- | --- | --- | --- |
| 07 Vestur         | —   | 1–1 | 0–3 | 0–2 | 1–2 | 1–3 | 2–1 | 1–1 | 4–1 | 0–1 |
| AB                | 0–0 | —   | 3–2 | 3–1 | 1–3 | 0–1 | 1–3 | 2–3 | 2–1 | 3–1 |
| B36               | 0–0 | 1–1 | —   | 2–0 | 3–3 | 2–2 | 2–1 | 3–1 | 1–1 | 4–0 |
| EB/Streymur       | 4–0 | 6–0 | 4–1 | —   | 2–0 | 1–2 | 4–3 | 5–1 | 2–2 | 0–0 |
| HB                | 0–0 | 5–1 | 1–1 | 2–0 | —   | 0–0 | 3–0 | 3–2 | 3–0 | 3–0 |
| ÍF                | 3–1 | 2–1 | 1–3 | 2–2 | 0–2 | —   | 3–3 | 3–3 | 4–3 | 2–1 |
| KÍ                | 5–2 | 1–1 | 1–1 | 1–1 | 3–4 | 2–2 | —   | 1–1 | 3–0 | 1–2 |
| NSÍ               | 2–1 | 1–1 | 1–0 | 2–0 | 0–4 | 3–2 | 2–3 | —   | 0–0 | 3–0 |
| TB                | 2–0 | 2–0 | 0–0 | 0–2 | 1–5 | 2–2 | 1–1 | 0–0 | —   | 1–0 |
| Víkingur Gøta     | 2–2 | 1–0 | 1–1 | 3–0 | 2–4 | 3–2 | 1–1 | 2–1 | 3–1 | —   |

| Local \ Visitante | 07V | AB  | B36 | EBS | HB  | ÍF  | KÍ  | NSÍ | TB  | VÍK |
| ----------------- | --- | --- | --- | --- | --- | --- | --- | --- | --- | --- |
| 07 Vestur         | —   | 0–3 | 1–4 | —   | —   | —   | —   | 1–4 | 2–1 | —   |
| AB                | —   | —   | —   | 0–3 | 2–1 | —   | 0–1 | 3–1 | —   | —   |
| B36               | —   | 2–1 | —   | —   | —   | 1–2 | —   | —   | 2–1 | 3–2 |
| EB/Streymur       | 4–0 | —   | 1–2 | —   | —   | 5–0 | —   | —   | 3–1 | 0–2 |
| HB                | 6–0 | —   | 2–2 | 4–0 | —   | —   | —   | —   | 1–0 | 1–3 |
| ÍF                | 3–2 | 3–2 | —   | —   | 3–1 | —   | 3–1 | 3–1 | —   | —   |
| KÍ                | 7–1 | —   | 0–2 | 3–3 | 3–3 | —   | —   | —   | 2–3 | —   |
| NSÍ               | —   | —   | 4–0 | 1–0 | 4–2 | —   | 4–3 | —   | —   | —   |
| TB                | —   | 2–0 | —   | —   | —   | 0–2 |     | 1–4 | —   | 1–1 |
| Víkingur Gøta     | 3–1 | 0–2 | —   | —   | —   | 2–1 | 3–0 | 2–4 | —   | —   |

## Goleadores
| Pos. | Jugador            | Club        | Goles |
| ---- | ------------------ | ----------- | ----- |
| 1    | Klæmint Olsen      | NSÍ         | 21    |
| 2    | Páll Klettskarð    | KÍ          | 20    |
| 3    | Leif Niclasen      | EB/Streymur | 17    |
| 4    | Finnur Justinussen | Víkingur    | 16    |
| 5    | Clayton Nascimento | ÍF          | 14    |
| 6    | Łukasz Cieślewicz  | B36         | 12    |
| 6    | Øssur Dalbúð       | ÍF          | 12    |
| 8    | Fróði Benjaminsen  | HB          | 11    |
| 9    | Adeshina Lawal     | B36         | 10    |